# Filipovići (Republika Serbska)
Filipovići (cyr. Филиповићи) – wieś w Bośni i Hercegowinie, w Republice Serbskiej, w gminie Foča. W 2013 roku liczyła 38 mieszkańców.